# Kazushi Mitsuhira
Kazushi Mitsuhira (三平 和司?, Mitsuhira Kazushi; Hadano, 13 gennaio 1988) è un calciatore giapponese, attaccante del Ventforet Kofu.

## Palmarès

### Club

#### Competizioni nazionali
- J3 League: 1

Oita Trinita: 2016
- Coppa dell'Imperatore: 1

Ventforet Kofu: 2022

### Nazionale
- Universiadi:   1

Belgrado 2009